# Leonardo Bufalini

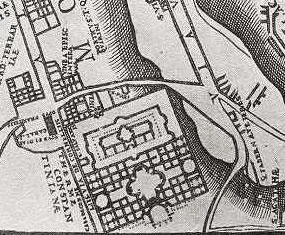
Resti delle Terme di Costantino nella pianta di Roma di Leonardo Bufalini

Leonardo Bufalini (Udine, fine XV sec. – Roma, 1552) è stato un architetto italiano.

## Biografia
Giunto a Roma a seguito di Antonio Blado, da Udine, dove era nato, trascorse lì tutta la sua vita.
Fu misuratore ed architetto, versato in fortificazioni militari.
A Leonardo Bufalini si deve la realizzazione della prima pianta di Roma redatta sulla base di un preciso e moderno piano di rilievo, stampata nel 1551. In essa si rappresenta l'orografia del territorio, il tessuto viario della città e i ruderi dell'antichità classica. Si tratta di una xilografia in dodici fogli (ciascuno di mm 495 × 350) e quattro strisce (ciascuna di mm 495 × 132).
La pianta del Bufalini fu poi utilizzata, tre secoli dopo, da Pasquale Adinolfi per la preparazione della sua opera Roma nell'età di mezzo, pubblicata nel 1881-82.